# كونراد درايدن
كونراد درايدن (بالإنجليزية: Konrad Dryden)‏ هو صحفي الموسيقى وكاتب أمريكي، ولد في 13 سبتمبر 1963 في باسادينا في الولايات المتحدة.